# Rozewie
Rozewie (deutsch Rixhöft) ist ein Kap am  nördlichsten Punkt der polnischen Woiwodschaft Pommern und des Pommerschen Landrückens. Das Kap liegt wenige Kilometer westlich des Beginns der Halbinsel Hel (Hela). Der gleichnamige Ort gehört heute zur Stadt- und Landgemeinde Władysławowo und hat zwei markante Leuchtturme sowie einen Landschaftspark.

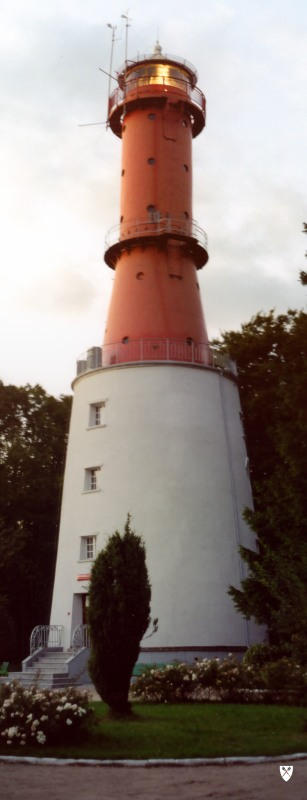
Leuchtturm von Rozewie

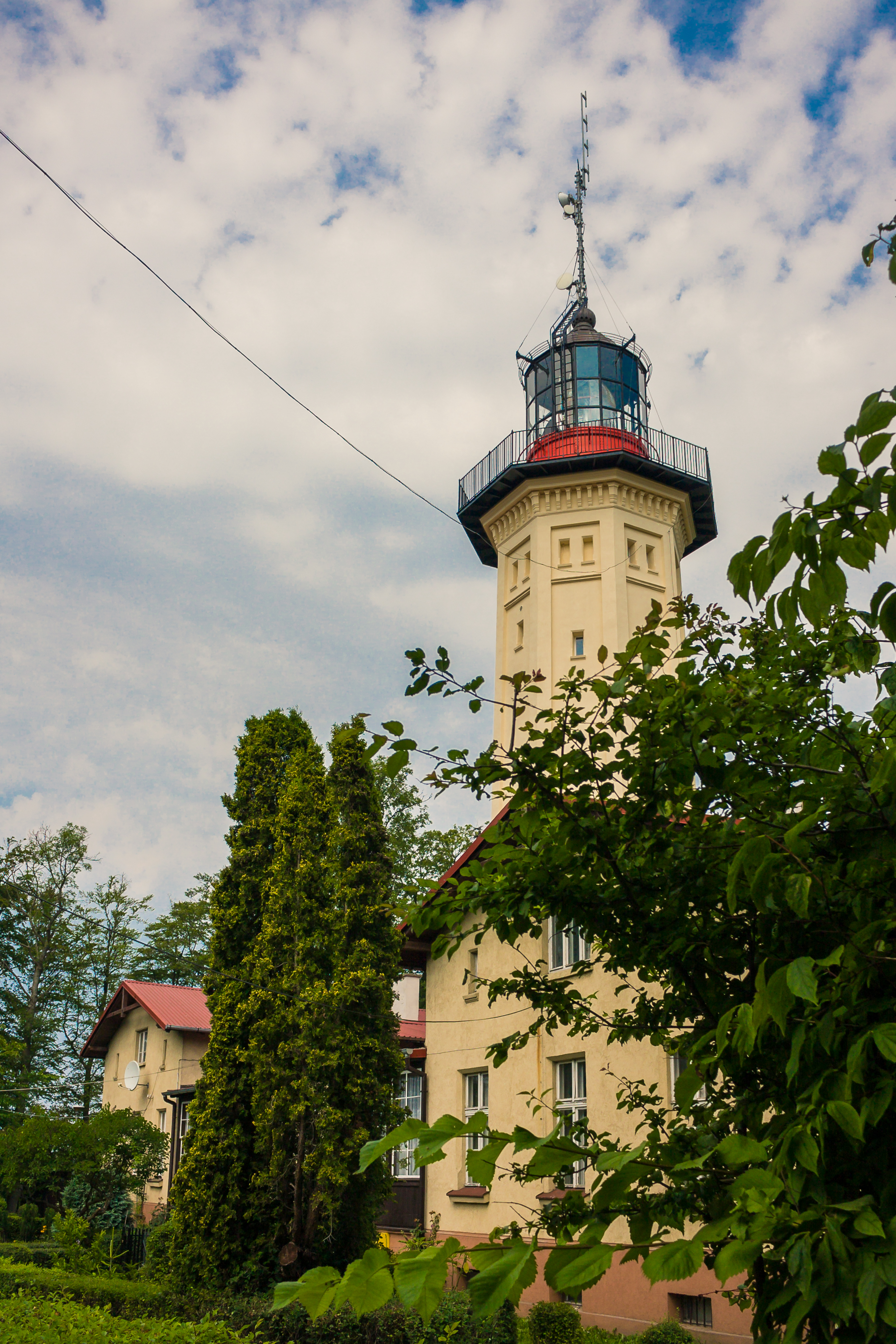
Leuchtturm Rozewie II nova (inaktiv)

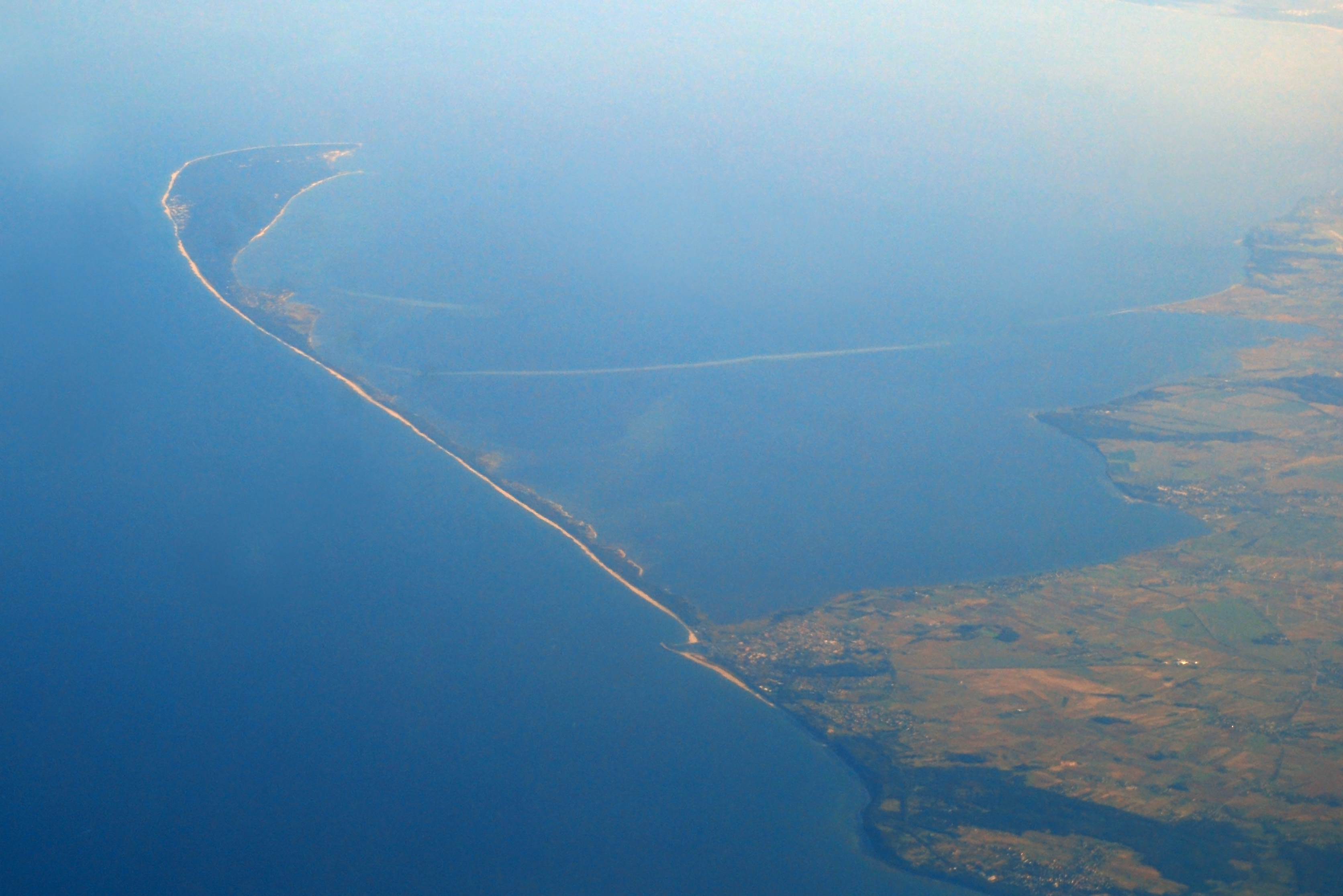
Rozewie (Bildmitte am unteren Bildrand) und die Halbinsel Hel

## Geschichte
Der älteste Leuchtturm in Polen befindet sich auf dem Kap Rozewie. Der Leuchtturm weist den Weg in den sicheren Hafen schon seit 1822.
Zuerst wurde der Name Rixhöft nur im Bezug auf den Leuchtturm und Kap verwendet, erst später entstand dort ein Dorf, das denselben Namen trägt. Der Leuchtturm ist der älteste an der polnischen Küste. Seine Tragweite beträgt 48 km.
1878 erfolgte der Neubau eines zweiten Leuchtturms und bildete mit dem alten ein Zwillingsfeuer das bis 1910 betrieben wurde.

## Geologie
Am Kap der auslaufenden Stranddünen befinden sich ehemalige Braunkohlelager. Die Reste ehemaliger aufgelassener Bergwerke zeugen davon.

## Sonstiges
Bisher nahm man an, das Kap Rozewie sei der nördlichste Punkt Polens, aber seit den im Dezember 2000 durchgeführten Messungen wird diese Zuordnung nun einem nahe gelegenen Strand in Jastrzębia Góra gegeben, gekennzeichnet durch den Obelisken Northern Star auf der Klippe.